# Eostegana maculosa
Eostegana maculosa är en tvåvingeart som beskrevs av Toyohi Okada 1982. Eostegana maculosa ingår i släktet Eostegana och familjen daggflugor. Inga underarter finns listade i Catalogue of Life.